# ۱۹۶ (میلادی)
۱۹۶ (میلادی) صد و نود و ششمین سال تقویم میلادی است.

## درگذشتگان
‎